# Sconosciute
Sconosciute (Des inconnues, 1999) è il titolo di un libro dello scrittore francese Patrick Modiano.

## Trama
Il libro si divide in tre racconti narrati in prima persona da tre giovani donne di cui non viene rivelato il nome.
Nel primo racconto la protagonista diciottenne abita con i genitori a Lione. Viene a sapere che una casa di moda è in cerca di indossatrici e decide di presentarsi: l'uomo che la esamina, però, non la ritiene adatta per quel ruolo. Il freddo responso getta la ragazza nel più profondo sconforto e decide, così, di recarsi a Parigi a casa di una donna che aveva conosciuto l'estate prima in vacanza a Torremolinos, la quale le aveva lasciato l'indirizzo di un appartamento in cui sarebbe andata a vivere quell'autunno. La donna si rivela molto comprensiva, ma nonostante ciò la ragazza non si trova a suo agio con lei soprattutto durante gli incontri mondani che è solita organizzare con i suoi amici. La sua vita scorre monotona fino al giorno in cui incontra un uomo misterioso, molto più anziano di lei, che scoprirà essersi presentato con un nome falso. L'uomo la coinvolge sentimentalmente e la trascina con sé rimanendo sempre oscuro e reticente soprattutto per quanto riguarda alcuni suoi loschi affari. Un giorno, però, scomparirà nel nulla.
Il secondo racconto parla, invece, di una sedicenne orfana di padre e malvoluta dalla madre che viene freddamente allevata da una zia nei dintorni di Annecy. Una volta cresciuta viene mandata in un collegio di suore molto rigido che fa nascere in lei una forte insofferenza e un desiderio di fuga. Dopo l'estate passata tra il lavoro con la zia, le fantasticherie sulla vita e le serate al cinema con un'amica, le abitudini del collegio le sembrano sempre più opprimenti. Nel frattempo la sua amica è partita per Parigi, città che diventerà per la ragazza un obiettivo da raggiungere. Così, un giorno decide di non salire sulla corriera che l'avrebbe riportata dalle suore. La ragazza non tornerà mai più al collegio, ma svolgerà diversi lavori cercando di accumulare più soldi possibile per poter partire per Parigi. Riceverà, inoltre, una valigetta appartenuta a suo padre contenente una pistola che durante un viaggio a Ginevra le si presenterà l'occasione di utilizzare.
La protagonista dell'ultimo racconto ha diciannove anni e si è appena trasferita da Londra a Parigi. Abita in un atelier che un Austriaco le ha dato in custodia perché non rimanesse vuoto in sua assenza. In un primo momento il senso di solitudine la assale: il quartiere in cui si è stabilita la spaventa e si sente oppressa dalla soffocante folla della metropolitana parigina. Così si rifugia nell'atelier ad ascoltare musica e a leggere libri vivendo dei ricordi di un passato amore che non tornerà. Un giorno, però, nel caffè che è solita frequentare, incontra un professore di filosofia che le affida alcuni suoi scritti da battere a macchina. Attraverso quell'uomo la ragazza entra in contatto con un gruppo di pensatori che le mostrerà nuovi modi di vedere il mondo.

## Personaggi e luoghi autobiografici
Nei libri di Modiano ricorrono spesso motivi strettamente legati alla sua vita e anche nei racconti di Sconosciute sono presenti personaggi e luoghi che rimandano alla sua esperienza personale.
Nel primo racconto la donna che ospita la ragazza a Parigi assume tratti che ricordano la figura materna: la vita mondana, gli incontri con diversi uomini, nonostante sia sposata, sono facilmente ricollegabili a sua madre che era un'attrice prostituta.
Nello stesso racconto si parla, inoltre, di un uomo misterioso dietro il quale è indubbiamente nascosta la figura di suo padre, Albert Modiano. L'uomo si presenta con un nome falso e alla fine del racconto scompare improvvisamente, probabilmente per qualche complicazione riguardante i suoi loschi affari. Allo stesso modo il padre dell'autore, ebreo scampato alla deportazione grazie ad un gruppo di amici collaborazionisti durante l'occupazione tedesca in Francia, aveva vissuto nel dopoguerra una vita di continue fughe e spostamenti assumendo anche nomi falsi e apparendo, così, per il giovane Modiano un padre assente e talvolta anche ostile.
Nel secondo racconto la vicenda della protagonista presenta delle analogie con la vita dell'autore: le manca la figura del padre e la madre non le dà il giusto affetto. La ragazza è alla costante ricerca di notizie del padre morto in guerra, mentre Modiano, pur avendo il genitore ancora in vita, è afflitto dalla sua assenza a causa delle ripetute fughe durante le quali perde ogni traccia di lui. Anche il rapporto con la madre è assimilabile a quello vissuto dall'autore per la freddezza e l'indifferenza della donna nei suoi confronti.
Nel racconto, poi, la ragazza viene mandata in un collegio di suore e la profonda sensazione di oppressione che si avventa su di lei viene minuziosamente descritta dall'autore che aveva vissuto la stessa esperienza quando era stato mandato in un collegio di frati. Entrambi riusciranno a fuggire.
Per quanto riguarda i luoghi si noti la centralità di Parigi: per l'autore rappresenta il luogo dove il padre trattava gli affari per cui fu costretto ad assumere diverse identità, sulle quali Modiano iniziò ad interrogarsi fin da piccolo. Per le protagoniste di Sconosciute Parigi è vista come obiettivo da raggiungere, città che potrebbe contenere il germe del cambiamento o la possibilità di svolta delle loro vite.
Un altro luogo autobiografico è Annecy, dove si svolge parte del secondo racconto: è la città dove l'autore passa alcuni anni della sua adolescenza durante i quali termina i suoi studi liceali.
In tutti i racconti risalta la precisione dei nomi dei luoghi all'interno delle città come a creare una fitta rete di punti di riferimento in netto contrasto con l'interiorità dei personaggi sempre alla ricerca di qualcosa di fisso e rassicurante.

## Temi
Nei racconti di Sconosciute sono presenti alcuni temi che ritroviamo anche in altre opere di Modiano.
È dominante il tema della fuga: in questi racconti il desiderio di fuggire si forma nelle protagoniste che si sentono oppresse dalla monotonia del quotidiano e sperano che qualcosa di grandioso accada nelle loro vite. Questo sognato e indefinito evento salvifico non avverrà in nessuno dei casi; solo nell'ultimo racconto l'approccio della protagonista con la filosofia lascia intravedere una qualche speranza. Per il resto, gli apparenti cambiamenti, come il viaggio verso un'altra città o l'incontro con una persona, non si rivelano a lungo andare capaci di sconfiggere la tanto tormentosa e opprimente routine.
Altri temi trattati sono quelli dell’indagine e del ricordo: nel secondo racconto la protagonista è in cerca delle tracce del padre morto in guerra, del quale riceverà notizie da un conoscente; nel terzo la ragazza è costantemente immersa nel ricordo di un amore perduto, che può rivivere solo nei suoi pensieri non essendo riuscita a recuperare una foto che la ritrae insieme all'amato.
Tutti questi temi denotano un particolare rapporto dell'autore con il passato, visto innanzitutto come luogo temporale dove andare a ricercare notizie utili per comprendere l'individualità presente di ogni uomo, ma allo stesso tempo come qualcosa da cui scappare, creare un distacco e andare alla ricerca di un'identità più definita.

## Edizioni
- Patrick Modiano, Sconosciute, Einaudi, 2000, ISBN 9788806226022.